# Lipoproteina o wysokiej gęstości

Schemat przedstawiający podstawowe funkcje lipoprotein HDL

Lipoproteina o wysokiej gęstości, lipoproteina o dużej gęstości, HDL (od ang. high-density lipoprotein) – frakcja lipoproteiny osocza krwi o wysokiej gęstości. Można ją wydzielić w wyniku ultrawirowania surowicy; znajduje się we frakcji α elektroforezy.

## Znaczenie biologiczne
HDL, obok LDL, jest główną lipoproteiną transportującą cholesterol we krwi. Jego główną funkcją jest transportowanie cholesterolu z tkanek obwodowych do wątroby.
W klinicznych oraz epidemiologicznych badaniach naukowych wykazano odwrotnie proporcjonalną korelację między osoczowym stężeniem HDL a zapadalnością na schorzenia układu krążenia. Wpływ ten zależny jest od działania lipoproteiny HDL (w tym jej składowej apo-AI) na wsteczny transport cholesterolu (RCT, od ang. reverse cholesterol transport) oraz innych lipidów z tkanek do wątroby, gdzie są metabolizowane.

## Wiadomości ogólne
HDL ma największą gęstość spośród lipoprotein surowicy człowieka, ponieważ ma największą zawartość apolipoprotein – 50%. W skład HDL wchodzą apo A-I, apo A-II, apo C-III, apo C-I, apo D oraz inne białka.
HDL powstaje w osoczu z lipoproteiny bogatej w trójglicerydy (o pośredniej gęstości) lub z prekursorów syntetyzowanych przez wątrobę lub jelito.

### Subfrakcje
- HDL 2: 1,063-1,125, średnica ok. 9,5 nm
- HDL 3: 1,125-1,210, średnica ok. 6,5 nm

## Wpływ na pamięć
Wykazano, że niski poziom HDL wiąże się z osłabieniem pamięci w średnim wieku.

## Podnoszenie poziomu HDL
Poziom HDL można podnieść poprzez:
- wykonywanie ćwiczeń aerobowych[3]
- redukcję masy ciała
- zwiększenie spożycia cis-nienasyconych kwasów tłuszczowych[4] i zmniejszenie spożycia tłuszczów trans.

## Diagnostyka laboratoryjna
Badanie surowicy krwi podaje zazwyczaj poziom HDL-C, czyli ilość cholesterolu w cząstkach HDL (prawidłowa wartość >50 mg/dl). Jest on często zestawiany z poziomem LDL-C, czyli ilością cholesterolu w cząstkach LDL (tak zwanego złego cholesterolu).